# Левенгук, Антони ван
Антони ван Ле́венгук (Antoni van Leeuwenhoek, Thonius Philips van Leeuwenhoek; 24 октября 1632, Делфт — 26 августа 1723, там же) — нидерландский натуралист, конструктор микроскопов, основоположник научной микроскопии, исследовавший с помощью своих микроскопов структуру различных форм живой материи.

## Биография
Родился в семье мастера-корзинщика Филипса Тонисзона (Philips Thoniszoon). Предположения о еврейском происхождении Левенгука не находят документальных подтверждений. Антони взял себе фамилию Левенгук по названию соседних с его домом Львиных ворот (нидерл. Leeuwenpoort). Элемент «хук» (hoek) в его псевдониме означает «уголок».
В возрасте шести лет потерял отца; мать — Маргарет ван ден Берх (Grietje van den Berch) — направила сына учиться в гимназию в пригород Лейдена. Дядя будущего натуралиста обучил его основам математики и физики. В 1648 году отправился в Амстердам учиться на бухгалтера, но вместо учёбы устроился на работу в галантерейную лавку. Там впервые увидел простейший микроскоп — увеличивающее стекло, которое устанавливалось на небольшом штативе и использовалось текстильщиками. Вскоре он приобрёл себе такой же.
В 1654 году вернулся в Делфт, где купил мануфактурную лавку и женился на купеческой дочери Барбаре Мей; их единственный выживший ребёнок — дочь Мария — заботилась о нём в старости. Через пять лет после смерти Барбары в 1666 году он заключил второй брак. В 1679 году был назначен городским инспектором мер и весов Делфта.
По ряду свидетельств, Левенгук дружил с родившимся в том же году в Делфте художником Вермеером, а после его кончины стал его душеприказчиком.
Умер 26 августа 1723 года на 91-м году жизни

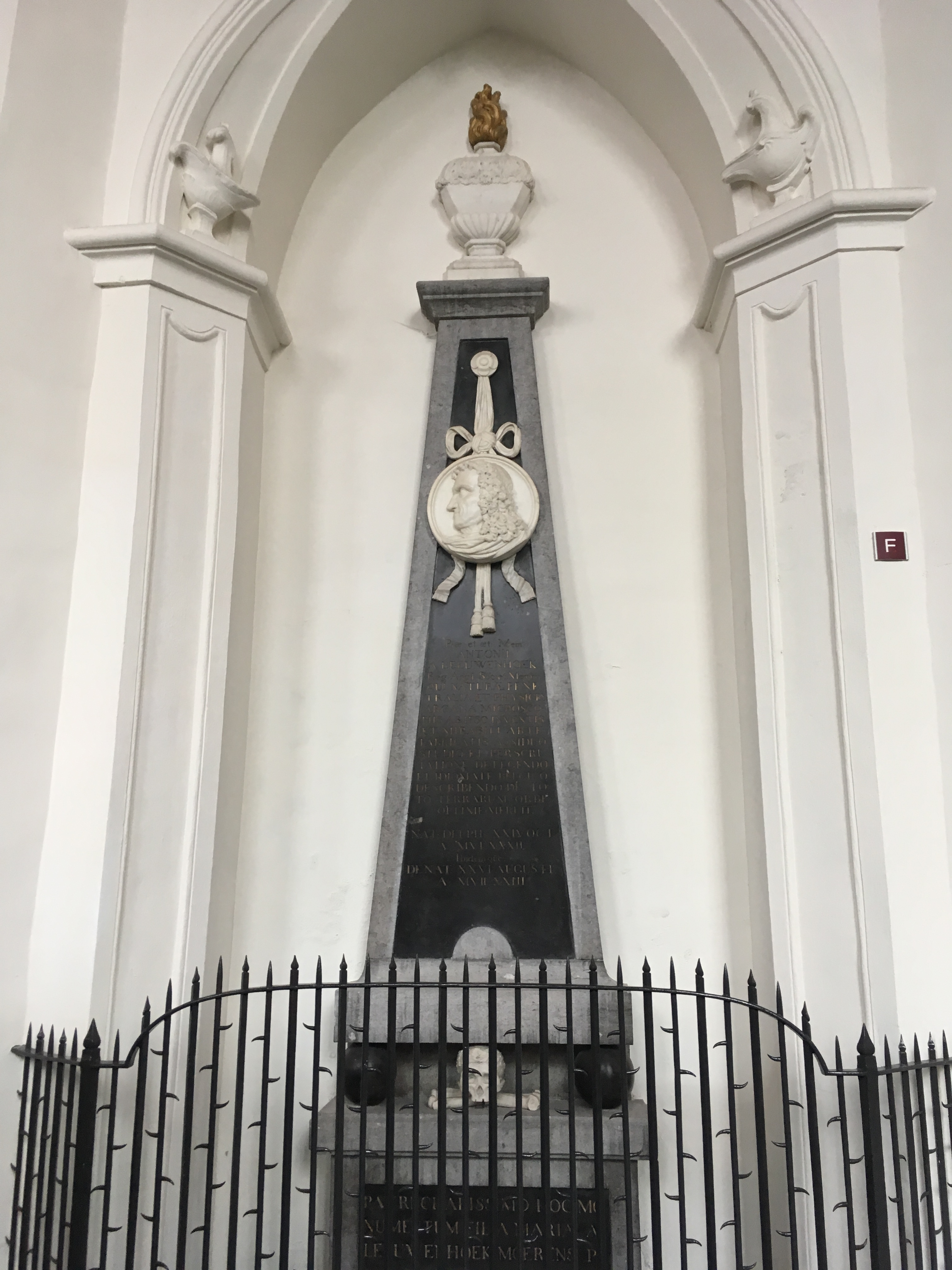
Мемориал Левенгука в Старой церкви Делфта

Похоронен в Старой церкви Делфта.

## Создание микроскопа
Левенгук прочёл труд английского естествоиспытателя Роберта Гука «Микрография» (англ. Micrographia) вскоре после его публикации в 1665 году, что вызвало интерес к изучению окружающей природы с помощью линз. Вместе с Марчелло Мальпиги ввёл употребление микроскопов для зоологических исследований.

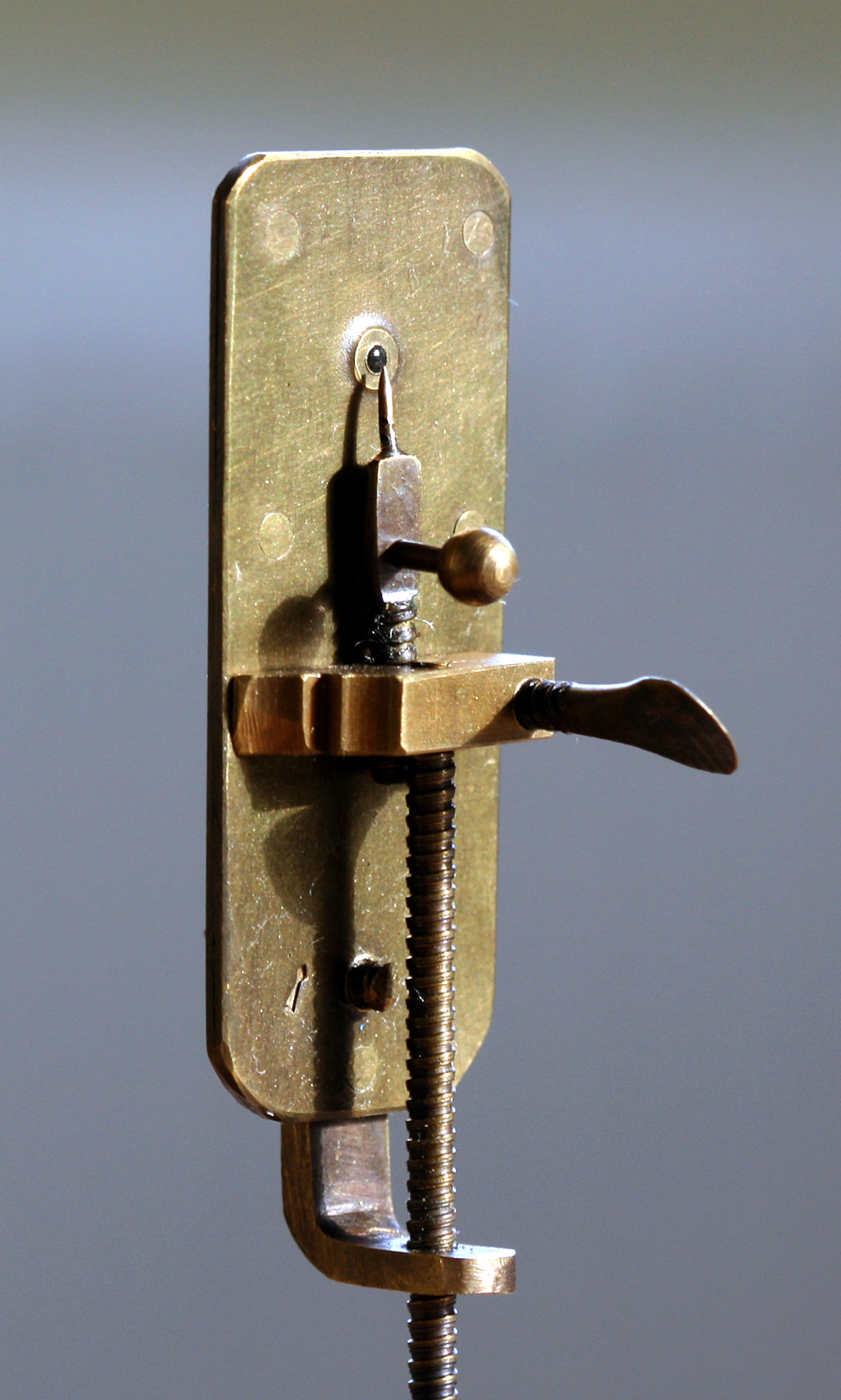
Микроскоп Левенгука XVII века с увеличением до 300x.

Освоив ремесло шлифовальщика, стал очень искусным и успешным изготовителем линз. Устанавливая свои линзы в металлические оправы, собирал микроскопы и с их помощью проводил самые передовые по тем временам исследования. Линзы, которые он изготавливал, были неудобны и малы, для работы с ними нужен был определённый навык, однако с их помощью был сделан ряд важнейших открытий. Всего за свою жизнь он изготовил более 500 линз и как минимум 25 микроскопов, 9 из которых дошли до наших дней. Считается, что Левенгук сумел создать микроскоп, позволявший получить 500-кратное увеличение, однако максимальное увеличение, которое можно получить при помощи сохранившихся микроскопов, составляет 275.

## Гипотезы о методе изготовления линз
Долгое время безальтернативно считалось, что Левенгук изготавливал свои линзы путём филигранной шлифовки, что, учитывая их крошечные размеры, было необычайно трудоёмким занятием, требовавшим огромной точности. После Левенгука никому не удавалось изготовить аналогичные по устройству приборы такого же качества изображения.
Однако в конце 1970-х годов в Новосибирском медицинском институте был опробован метод изготовления линз не шлифовкой, а оплавлением тонкой стеклянной нити, позволяющий изготавливать линзы, вполне удовлетворяющие всем необходимым критериям, и обеспечивающие воссоздание микроскопа системы Левенгука. Линзы изготавливались методом оплавления конца стеклянной нити до образования стеклянного шарика с последующей шлифовкой и полировкой одной из его сторон (плоско-выпуклая линза). Получающийся стеклянный шарик прекрасно работает как собирательная линза. Таким образом, имеется две версии изготовления линз Левенгуком — с использованием метода термической шлифовки (стеклянный шарик) или путём дополнительной шлифовки и полировки одной из его сторон обычным способом после термической обработки.
В 2021 году группа нидерландских физиков просканировала два микроскопа Левенгука с помощью метода нейтронной томографии и обнаружила, что в то время, как в 118-кратном микроскопе, хранящемся в музее Лейдена, использована чечевицеобразная линза диаметром 2,7 мм и толщиной 1,5 мм с явными следами обработки абразивными материалами, в более сильном 266-кратном микроскопе из Утрехтского музея использована шарообразная линза диаметром 1,3 мм, у которой явно виден обломок тонкой стеклянной ножки. Это в точности соответствует способу изготовления линзы путём нагрева конца тонкой стеклянной нити в огне, предложенному 1678 году Робертом Гуком.

## Открытия
Наблюдаемые объекты зарисовывал, а наблюдения описывал в письмах (общим количеством около 300), которые на протяжении более чем 50 лет отсылал в Лондонское королевское общество, а также некоторым учёным. В 1673 году его письмо впервые было опубликовано в журнале Лондонского королевского общества «Философские записки» (англ. Philosophical Transactions).
Однако в 1676 году достоверность его исследований была поставлена под сомнение, когда он отослал копию своих наблюдений одноклеточных организмов, о существовании которых до этого времени ничего не было известно. Несмотря на репутацию исследователя, заслуживающего доверия, его наблюдения были встречены с некоторым скептицизмом. Чтобы проверить их достоверность, в Делфт отправилась группа учёных во главе с Неемией Грю, который, однако, не смог их воспроизвести, тем более что Левенгук никогда не старался объяснять свои методы. Зато в 1677 году Роберт Гук, сменивший Грю на посту секретаря Лондонского Королевского общества, всё же повторил наблюдения «анималькулей» и провёл демонстрации перед коллегами. Благодаря этому 8 февраля 1680 года Левенгук был избран действительным членом Королевского общества.
В числе прочего, Левенгук первым открыл эритроциты, описал бактерии (1683), дрожжи, простейших, волокна хрусталика, чешуйки эпидермиса кожи, зарисовал сперматозоиды (1677), строение глаз насекомых и мышечных волокон, нашёл и описал ряд коловраток, почкование гидр, открыл инфузории и описал многие их формы (например, инфузории-туфельки).

## Работы
В течение почти 50 лет писал письма в Лондонское королевское общество, членом которого был избран в 1680 году. Письма эти, предназначенные для публикации в научных журналах, были прижизненно изданы многотомными собраниями на нидерландском и латинском языках:
- Sendbrieven ontleedingen en ontkellingen etc.: 7 т. — Лейден и Дельфт, 1685—1718.
- Тайны природы, открытые Антонием Левенгуком при помощи микроскопов (лат. Opera omnia s. Arcana naturae etc. — Все работы или Тайны природы): 7 т. Лейден, 1695—1722.

После смерти работы также изданы в извлечении на английском языке (2 т.; Лондон, 1798—1801).

## Память
В романе Гофмана «Повелитель блох» фигурирует профессор ван Левенгук, имеющий оккультного двойника. Он завладевает королём блох и с его помощью получает власть над всем его народом и прекрасной Гамахеей, дочерью царицы цветов.
Поль де Крюи включил рассказ о Левенгуке в книгу «Охотники за микробами» (1926) — сборник биографий 12 выдающихся исследователей, заложивших основу микробиологии.
В 1970 году Международный астрономический союз присвоил имя Антони ван Левенгука кратеру на обратной стороне Луны.
В 1975 году в СССР на киностудии «Центрнаучфильм» был снят научно-популярный короткометражный художественный фильм «Маленькие зверюшки Антони ван Левенгука» (28 минут), где роль Левенгука сыграл Александр Калягин.
Левенгук является одним из главных героев научно-фантастического рассказа Дж. А. Гарднера «Три слушания по делу о наличии змей в крови человека».
Левенгуку посвящён фильм «Клетка, или Из чего состоит жизнь» (1 серия), 2009, Великобритания, BBC Scotland.